# Борис Димовски
Борис Илиев Димовски е български художник – майстор на акварела, графиката, карикатурата и илюстрацията. Изключителен карикатурист с огромен принос към развитието на българската карикатура през втората половина на XX век. Многократно награждаван за високи постижения в областта на карикатурата.

## Биография
Роден е на 20 октомври 1925 г. в село Яврово, същото, в което е роден и писателят Николай Хайтов. Хайтовите „Диви разкази“ са илюстрирани за пръв път именно от Димовски. Завършва Художествената академия в София. Ученик на Илия Бешков и Стоян Венев. Животът на художника не е бил лесен. Живял е в мизерия, глад и нищета, но през целия му живот рисуването е било неговият спасител.
Работи като художник във вестниците „Труд“ и „Стършел“, редактор и художник е в Българската национална телевизия. Рисува на живо в предаването „Всяка неделя“.
Съавтор на Радой Ралин в епиграмите и рисунките в „Безопасни игли“ през 1960 г. и в книгата „Люти чушки“, която предизвиква скандал през 1968 г. и е унищожена в печатницата, но е преиздадена след 1989 г. в многохиляден тираж, който бързо е разпродаден.
Димовски илюстрира над 200 книги за деца и възрастни, сред които „Моля заповядайте“ – епиграми от Радой Ралин (1966), „Невчесани мисли“ от Станислав Йежи Лец (1968), „Мигове в кибритена кутийка“ от Олга Кръстева (1970), „Весели народни приказки“ (1974) от Ангел Каралийчев. Оформя театрални постановки като „Импровизация“ от Валери Петров и Радой Ралин (1961), „Божествена комедия“ от Исидор Щок (1967), през 1960-те илюстрира и сборника „Габровски шеги“, преведен на няколко езика. Създал е хиляди карикатури и много стенописи.
Депутат от БСП в VII велико народно събрание и в XXXVI народно събрание.
Умира на 26 март 2007 г.

## Памет
На Борис Димовски е наречена улица в квартал „Манастирски ливади“ в София (Карта).